# Allie MacDonald
Alexandra "Allie" MacDonald (Port Hawkesbury, Nueva Escocia; 17 de septiembre de 1988) es una actriz canadiense.

## Carrera
Hizo una pequeña aparición a sus 9 años en la película The Real Howard Spitz. Ha aparecido en películas, series de televisión y cortometrajes. Después de 10 años, en 2009 participa en In the Grid, donde interpretó a Maddy. Ese mismo año tiene participaciones en The Ron James Show y Green Christmas. En el 2010, participa en Score: A Hockey Musical. En 2011 participa en The Listener, King y Salem Falls. En el 2012, participó en el documental llamado Stories we Tell. También participó en la serie Alphas e hizo actuaciones en el cine como House at the End of the Street (con Elisabeth Shue y Jennifer Lawrence), The Barrens, The Riverbank y la serie Haven. En 2013, es escogida como protagonista en la película Cinnamon Girl: California Dreamin'. Hizo otras apariciones como Lost Girl, And Now a Word from Our Sponsor y la serie Longmire. 

## Filmografía

### Cine
- Under the Silver Lake (2018)
- Stage Fright (2014)
- And Now a Word from Our Sponsor (2013)
- The Riverbank (2012)
- The Barrens (2012)
- House at the End of the Street (2012)
- Stories We Tell (2012)
- Score: A Hokey Musical (2010)

### Televisión
- Dilema (2019)
- Mean Queen (2018)
- Cardinal (2017)
- Conviction (2016)
- Private Eyes (2016)
- Orphan Black (2016)
- Killjoys (2015)
- Young Drunk Punk (2015)
- Trigger Point (2015)
- Remedy (2014)
- Longmire (2013)
- Lost Girl (2013)
- Cinnamon Girl: California Dreamin' (2013)
- Haven (2012)
- Alphas (2012)
- Salem Falls (2011)
- The Listener (2011)
- The Ron James Show (2009)